# Pomiotło
Pomiotło – (staropolski) rodzaj miotły na długim kiju służącej do czyszczenia pieca piekarskiego przed wsunięciem do niego chleba lub bułek. Wiecha pomiotła wykonana była ze słomy lub materiału konopnego.
W znaczeniu przenośnym słowo używane na określenie kogoś lekceważonego, poniewieranego lub wykorzystywanego w danym środowisku czy miejscu, a także na określenie lekceważonego przedmiotu. Synonimy pomiotła w znaczeniu metaforycznym to: popychadło, popychle, człowiek pomiatany, wycieruch, rzecz pomiatana, igraszka.
Występuje w porzekadle: Pomiotło się przywlekło, pochwalon nie rzekło.
Od przenośnego znaczenia rzeczownika pomiotło pochodzi czasownik pomiatać (kimś, czymś), czyli traktować lekceważąco, bez liczenia się, bez szacunku, z pogardą.